# Vestbirk Vandkraftværk
Vestbirk Vandkraftværk er et arbejdende museum ved Gudenåen cirka 8 km syd for Mossø. Værket blev indviet 2. december 1924 og udnytter vand fra Gudenåen. Det leverede i begyndelsen strøm til et område fra Juelsminde i øst til Nørre Snede i vest og fra Jelling i syd til Mossø i nord.

## Historie
Værket blev anlagt hvor Vestbirk Garn- og Trikotagefabrik var opført i 1852. Fabrikken udnyttede også vandkraft, men den brændte i 1920, hvorefter det nystiftede selskab Horsens Omegns Forenede Vandkraftanlæg (HOFV) erhvervede området og byggede kraftværket. 1. Verdenskrig havde afbrudt forsyningerne af kul og olie, så i årene derefter var der stor interesse for at producere elektricitet med vandkraft.
Det oprindelige åløb blev spærret ved Træden Skov, så kun overskudsvand blev ledt den vej. I selve Gudenådalen dannedes Bredvad Sø, men der var også gravet en kanal til dalen østfor, så vandet kunne løbe over og danne Naldal Sø og Vestbirk Sø. Herfra førte en anden kanal hen til kraftværket, hvor vandet fik et fald på 10 meter. Ved opstemningen blev de 3 kunstige søer dannet på 5 dage. Dele af åløbet gendannes i 2025.
HOFV solgte værket og søerne til Naturstyrelsen i 1979, men forpagter og driver stadig værket som arbejdende museum, der producerer 2 GWh om året. Der er opstillet en udstillingspavillon ved værket, og det kan også være ramme om kulturelle arrangementer. Scener til DRs julekalender fra 1995 Hallo det er jul er optaget på værket.